# Wakonda
Wakonda eller Wakanda är i mytologin hos Siouxindianerna i Nordamerika en himmelsande som saknade substans men var närvarande överallt.